# St. Sebastian (Kuppenheim)

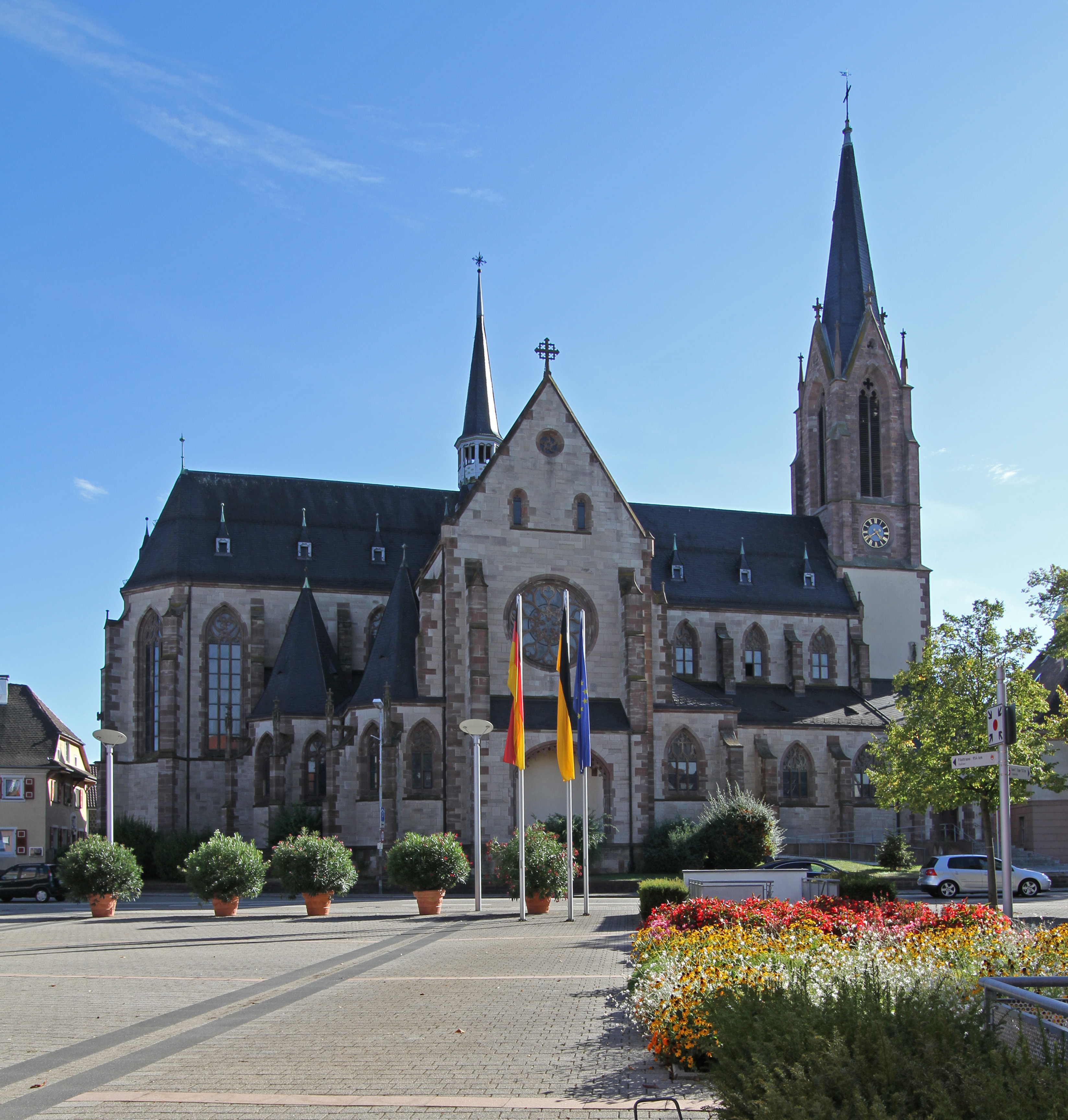
Stadtkirche St. Sebastian

Die Stadtkirche St. Sebastian ist ein neugotisches, römisch-katholisches Kirchengebäude in Kuppenheim, Landkreis Rastatt in Baden-Württemberg. Die Kirche gehört zur Seelsorgeeinheit Vorderes Murgtal im Dekanat Rastatt des Erzbistums Freiburg.

## Bauwerk

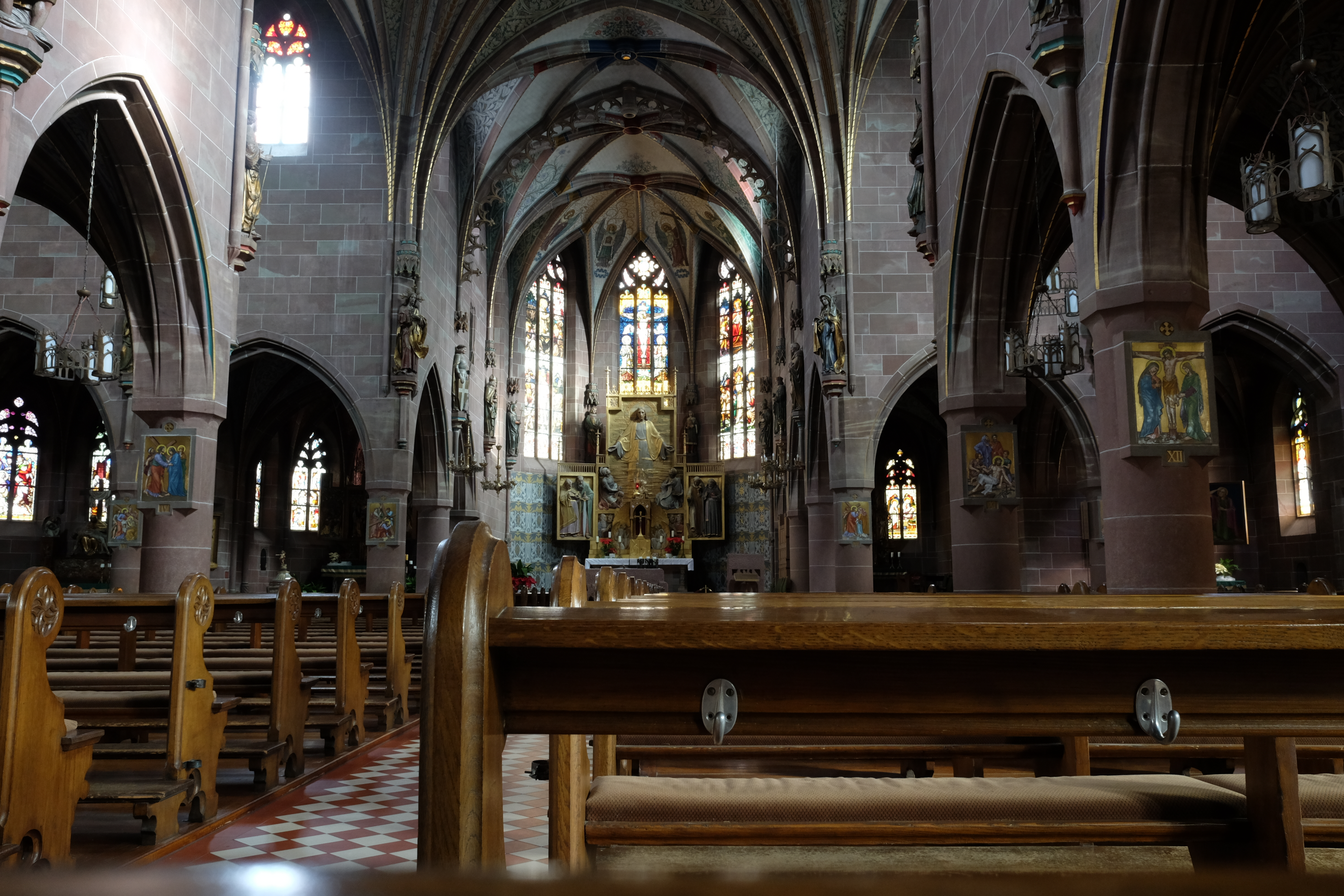
Innenansicht

Die Kirche wurde in den Jahren 1902–1905 nach Plänen des Karlsruher Architekten Johannes Schroth erbaut, unter Einbeziehung des vorhandenen, älteren Glockenturms. Geweiht wurde die Kirche im Jahre 1906.
Im selben Jahr wurde, jeweils aus der Werkstätte der Firma Gebrüder Moroder stammend, der Seitenaltar im rechten Seitenchor, und im darauffolgenden Jahr ein von dem Kuppenheimer Pfarrer Zapf gestifteter Flügelaltar im von den Gebrüdern Moroder ausgemalten Marienchörle fertiggestellt.

## Ausstattung

### Orgel

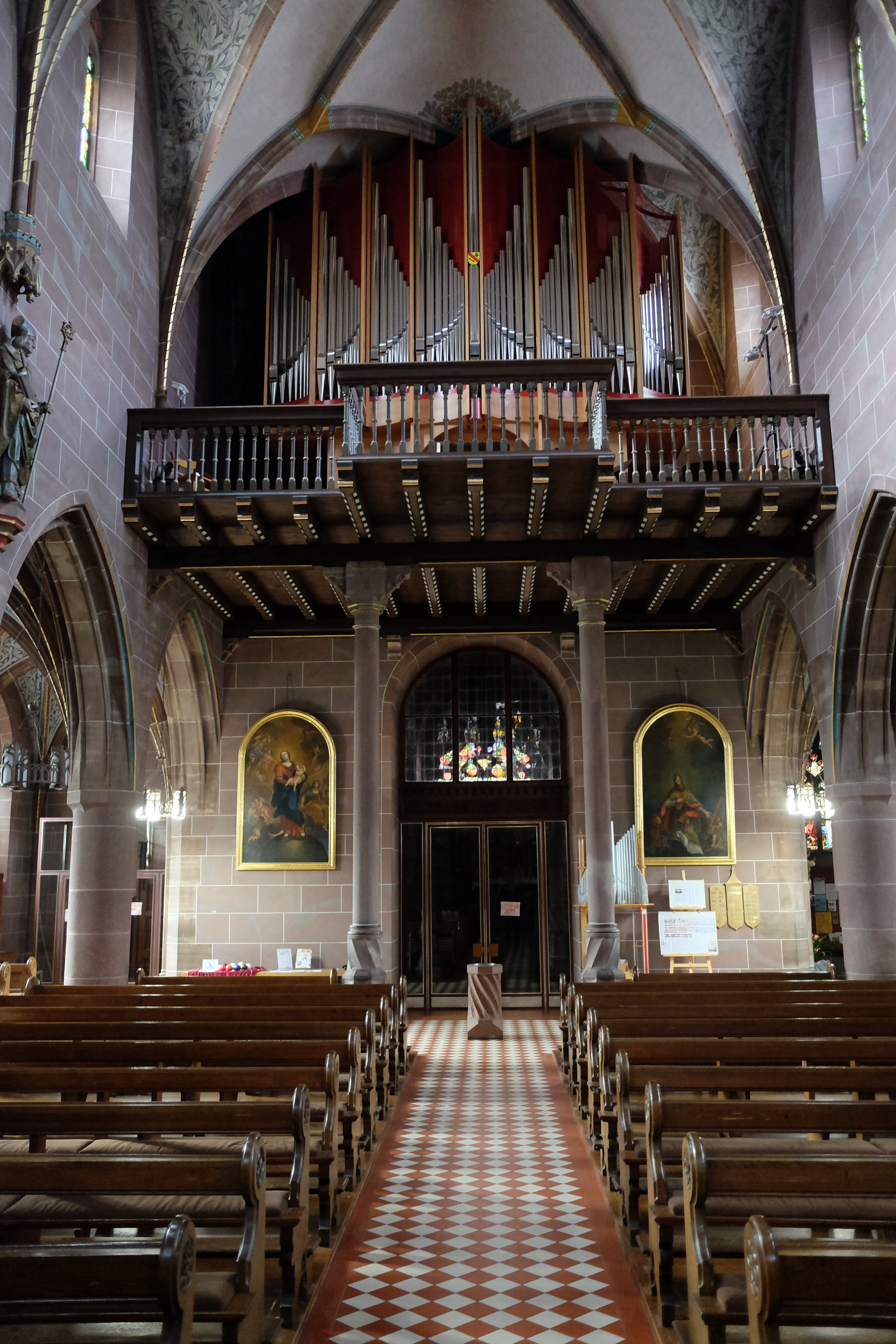
Blick auf die Empore mit Orgel (2017)

Bis 2015 befand sich in der Kirche eine Orgel, welche im Jahre 1907 vom Orgelbauer Heinrich Voit erbaut und in den 1960er Jahren von Orgelbau Pfaff (Überlingen) reorganisiert und erweitert wurde. 2016 erbaute die Orgelbaufirma Klais (Bonn) ein neues Instrument; im Zuge dessen wurde die ursprüngliche Empore von 1906, die zwischenzeitlich erheblich ausgeweitet worden war und die zuletzt fast die halbe Länge des Langhauses überspannte, wiederhergestellt. Das neue Schleifladeninstrument orientiert sich in Disposition und Klang an Orgeln, wie sie in Baden in der Erbauungszeit der Kirche üblich waren. Es hat 24 Register auf zwei Manualwerken und Pedal. Die Spieltrakturen sind mechanisch, die Registertrakturen sind elektrisch.
| I Hauptwerk C–g3 |                 |       |
| 1.               | Bourdon         | 16′   |
| 2.               | Principal major | 8′    |
| 3.               | Principal minor | 8′    |
| 4.               | Flauto amabile  | 8′    |
| 5.               | Gemshorn        | 8′    |
| 6.               | Octave          | 4′    |
| 7.               | Hohlflöte       | 4′    |
| 8.               | Octave          | 2′    |
| 9.               | Cornet III      | 2 ⁄3′ |
| 10.              | Mixtur IV       | 2′    |
| 11.              | Trompete        | 8′    |

| II Schwellwerk C–g3 |               |       |
| 12.                 | Doppelgedackt | 8′    |
| 13.                 | Gamba         | 8′    |
| 14.                 | Vox coelestis | 8′    |
| 15.                 | Fugara        | 4′    |
| 16.                 | Traverslflöte | 4′    |
| 17.                 | Nasard        | 2 ⁄3′ |
| 18.                 | Piccolo       | 2′    |
| 19.                 | Oboe          | 8′    |
|                     | Tremulant     |       |

| Pedalwerk C–f1 |             |     |
| 20.            | Contrabass  | 16′ |
| 21.            | Subbass     | 16′ |
| 22.            | Octavbass   | 8′  |
| 23.            | Gedecktbass | 8′  |
| 24.            | Posaune     | 16′ |

- Koppeln: II/I, I/P, II/P

Suboktavkoppel II/II

### Glocken
Im Turm der Stadtpfarrkirche hängt ein sechsstimmiges Glockengeläut aus Bronze. Die größte und die kleinste Glocke wurden 1963 in der Erdinger Glockengießerei Czudnochowsky gegossen, die anderen goss Friedrich Wilhelm Schilling in Heidelberg im Jahr 1950.
| Nr. | Name      | Durchmesser | Gewicht | Nominal | Inschrift |
| --- | --------- | ----------- | ------- | ------- | --- |
| 1   | Paulus    |             | 2873 kg | b°+6    | Ein auserwähltes Werkzeug ist mir dieser, daß er meinen Namen trage vor die Götter und Regenten. Gegossen im Jahre 1963, da Paul VI. Papst in Rom, Dr. Herrmann Schäufele Erzbischof in Freiburg, Paul Enderle Stadtpfarrer in Kuppenheim war, von Karl Czudnochowsky in Erding. |
| 2   | Sebastian | 1470 mm     | 1990 kg | c′+6    | Heiliger Sebastian, schütz die Stadt vor Pest und Wahn, ruf zum Fest das Volk heran, stürme laut wenn Feinde nahm. Unter Stadtpfarrer Heinrich Geiler und Bürgermeister Adolf Walz wurde diese Glocke im Jubeljahr 1950 von Meister F.W. Schilling in Heidelberg gegossen.       |
| 3   | Michael   | 1230 mm     | 1120 kg | es′+7   | Sankt Michael -- Am Sonntag und um Zwölf, da falt' die Händ' und ruhe aus, doch bringt man dich zum Grab hinaus, Sankt Michael dir helf'! |
| 4   | Gabriel   | 1080 mm     | 0759 kg | f′+7    | Sankt Gabriel, bring der Stadt den Gruß von Gott: Beten, Schaffen geht dann flott |
| 5   | Raphael   | 0960 mm     | 0500 kg | g′+6    | Sankt Raphael führ' zu Gott die Jungmannschaft, bitt' für sie um Jugendkraft |
| 6   | Elisabeth |             | 0408 kg | b′+8    | Der Armen Trost, der Heimatlosen Stern, o segne uns zur Armut unseres Herrn! |